# Lucinoma atlantis
Lucinoma atlantis is een tweekleppigensoort uit de familie van de Lucinidae. De wetenschappelijke naam van de soort is voor het eerst geldig gepubliceerd in 1936 door Mclean.